# پروتئوس میرابیلیس

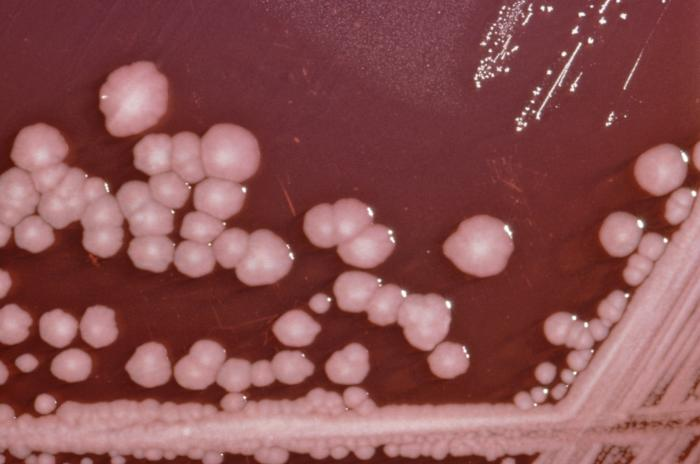
کلونی‌های پروتئوس میرابیلیس

پروتئوس میرابیلیس (Proteus mirabilis) از جنس پروتئوس‌ها است. پروتئوس‌ها به صورت باسیلهای گرم منفی ازگروه پروتئوباکتریا، پلی مورف درای فلاژل، متحرک و هوازی وبی هوازی اختیاری هستند.

## خواص
پروتئوس‌ها گلوکز را تخمیر می‌کنند ولی نمی‌توانند لاکتوز را تخمیر کنند. از خصوصیات مهم پروتئوس‌ها ایجاد سوارمینگ در سطح محیط جامد و تجزیه اوره و همچنین ایجاد SH2 می‌باشد. پروتئوس بر روی محیط مک کانکی و EMB کلونی‌های لاکتوز منفی (بی رنگ) را تولید می‌کند.
در صورتی‌که که دوسویه متفاوت پروتئوس بر روی یک محیط کشت جامد کشت داده شود حلقه‌های رشد سوارمینگ آن‌ها بایکدیگر تداخل نمی‌نمایید وحدفاصل آن‌ها ناحیه‌ای خالی بین دو گستره پروتئوس مشخص است.درحالی که اگردوپروتئوس مورد نظر از یک سویه باشند این حلقه‌ها با یکدیگر ادغام می‌شوند.

## بیماریزایی
90% موارد عفونت پروتئوسی در انسان ناشی از پروتئوس میرابیلیس است. پروتئوس در انسان گاه موجب عفونت ادراری و عفونت زخم می‌شود. همچنین آنزیم اوره آز این باکتری در تشکیل سنگ‌های کلیوی از جنس استرووایت مؤثر است.پروتئوس‌ها به آمپی سیلین و سفالوسپورینها حساسند.